# Helaba
Helaba, plus officiellement Landesbank Hessen-Thüringen, est une banque d’affaires dont l’ancrage historique se situe dans les Länder de la Hesse et de la Thuringe et dont les activités sont axées sur les grandes entreprises. Elle est en outre Landesbank (banque du Land) pour ces deux Länder, banque communale pour leurs communes et banque fédérative pour les caisses d’épargne locales. 
Au mois de juillet 2012, elle a repris l’activité fédérative de l’ex WestLB pour les caisses d’épargne de Rhénanie du Nord-Westphalie et du Brandebourg.
Avec près de 6 300 employés, le groupe Helaba compte parmi les grandes banques de Land allemandes. Helaba est un établissement de droit public. Ses deux sièges principaux sont à Francfort-sur-le-Main et Erfurt. La banque dispose de succursales à Cassel (Landeskreditkasse zu Kassel), Offenbach et, depuis juillet 2012, à Düsseldorf, ainsi qu'à New-York, Londres, Paris et Dublin ; elle est en outre représentée sur les places de Madrid, Moscou et Shanghai. Font également partie du groupe, la Frankfurter Sparkasse, les filiales, Helaba Invest Kapitalanlagegesellschaft, la Frankfurter Bankgesellschaft et le groupe OFB, qui est actif dans le domaine du développement de projets immobiliers.

## Historique
La Hessische Landesbank Girozentrale a vu le jour le 1er juin 1953 de la fusion de la Hessische Landesbank Darmstadt Girozentrale (fondée en 1940), de la Nassauischen Landesbank Wiesbaden (fondée en 1840) et de la Landeskreditkasse zu Kassel (fondée en 1832). 
Dans les années 70, le scandale de Helaba a plongé la Landesbank de Hesse dans un profond embarras. 
La Landesbank a été créée le 1er juillet 1992 par un contrat d’État pour la constitution d’une organisation des caisses d’épargne commune à la Hesse et la Thuringe. Il s’agissait de la première Landesbank à œuvrer au-delà des frontières d’un Land. 
En 2005, Helaba a acquis la Frankfurter Sparkasse et s’est ainsi investie à nouveau dans les services bancaires aux particuliers, activité qu’elle avait déjà exercée jusqu’en 2003 via sa succursale de Darmstadt et via la Landeskreditkasse zu Kassel sur son site de Cassel. 
Au mois de juillet 2011, avant même la présentation des résultats du stress test des banques européennes, Helaba a indiqué qu'elle avait échoué à ce test de résistance bancaire, en raison de la modification à court terme de certaines règles par le CEBS. Le Comité européen des superviseurs bancaires n’a pas considéré que l’apport en capitaux du Land de la Hesse, d’un montant de 1,92 milliard d‘euros, constituait un « noyau dur de fonds propres ». De ce fait, Helaba a été confrontée à une sous-couverture de 1 497 milliards d’euros (taux minimum requis 9 %) et a donc échoué au test d'un point de vue formel. À la suite de ces événements, Helaba a refusé préventivement que les résultats soient publiés. Avec cette mesure, Helaba voulait prévenir une atteinte trop importante à son image dans l’opinion publique et éviter de donner l'impression d'être confrontée à un manque de fonds.
Avec effet au 1er juillet 2012, Helaba a repris l’activité fédérative de la WestLB (Caisses d’épargne de Rhénanie du Nord-Westphalie, clients PME et communes), ainsi que les actifs pondérés en fonction du risque à hauteur de 8,3 milliards d’euros. La banque fédérative a été absorbée par Helaba pour zéro euro et une augmentation de capital d’1 milliard d’euros. Avec l’acquisition de la banque fédérative, 451 employés de la WestLB ont été repris par Helaba et travaillent ainsi dans les nouveaux bureaux du site de Düsseldorf. En sa qualité de banque fédérative, Helaba assure désormais le suivi de 167 caisses d’épargne dans la Hesse (34), la Thuringe (16), la Rhénanie du Nord-Westphalie (106) et le Brandebourg (11).
En décembre 2018, Helaba annonce l'acquisition des activités allemandes de Dexia pour près de 350 millions d'euros, acquérant ainsi une activité dédié aux établissements publics et aux collectivités allemandes.

## Secteurs d’activité
- Le secteur « Grandes entreprises » propose des services financiers aux entreprises, aux banques et aux investisseurs financiers.
- Outre la banque fédérative, le secteur « Clientèle privée et PME » englobe aussi la Landesbausparkasse Hessen-Thüringen, la Frankfurter Sparkasse et 1822direkt ainsi que la Frankfurter Bankgesellschaft (Schweiz) AG.
- Dans le secteur « Développement et infrastructure secteur public », Helaba assume, via la Wirtschafts- und Infrastrukturbank Hessen (WIBank), des missions publiques de développement pour le compte du Land de la Hesse, en particulier dans les domaines du logement et de l'urbanisme, de l’infrastructure, de l’économie, de l’agriculture et de l’environnement.

## Sociétés affiliées et filiales
- Frankfurter Sparkasse
- 1822direkt Gesellschaft der Frankfurter Sparkasse mbH
- Frankfurter Bankgesellschaft (Schweiz) AG
- Helaba Invest
- Gemeinnützige Wohnungsgesellschaft Hessen (GWH)
- OFB Projektgesellschaft GmbH
- GGM Gesellschaft für Gebäude- Management
- HIB Helaba Gesellschaft für Immobilienbewertung
- Helaba Dublin
- Helaba International Finance plc
- Hannover Leasing (44,79 %)

## Structure organisationnelle
Helaba est un établissement de droit public doté de la personnalité juridique. Les organes de la banque sont l’Assemblée des garants, le Conseil d’administration et le Directoire.

### Actionnaires et garants

#### Après la reprise de l’activité fédérative de la WestLB (1erjuillet 2012)
- Sparkassen- und Giroverband Hessen-Thüringen (68,85 %)
- Land Hessen (8,1 %)
- État libre de Thüringe (4,05 %)
- Rheinischer Sparkassen- und Giroverband (4,75 %)
- Sparkassenverband Westfalen-Lippe (4,75 %)
- FIDES Beta GmbH (4,75 %) (gérée en fiducie pour la DSGV)
- FIDES Alpha GmbH (4,75 %) (gérée en fiducie pour les fédérations régionales de caisses d’épargne)

#### Avant la reprise de l’activité fédérative de la WestLB
- Sparkassen- und Giroverband Hessen-Thüringen (85 %)
- Land Hessen (10 %)
- État libre de Thüringe (5 %)

### Directoire
- Thomas Groß (Président du Directoire)
- Detlef Hosemann
- Hans-Dieter Kemler
- Frank Nickel
- Christian Rhino
- Christian Schmid

#### Anciens Présidents du Directoire
- Herbert Lauffer (1953–1964)
- Wilhelm Conrad (1964–1971)
- Gustav Bothe (1971)
- Wilhelm Hankel (1971–1973)
- Leopold Bröker (1973–1975)
- Heinz Sippel (1975–1985)
- Herbert J. Kazmierzak (1985–1993)
- Karl Kauermann (1993–1995)
- Hermann-Adolf Kunisch (1995–1996)
- Walter Schäfer (1996–2001)
- Günther Merl (2001–2008)
- Hans-Dieter Brenner (2008-2015)
- Han Herbert Grüntker (2015-2020)

## Sièges
La pose de la première pierre de la Main Tower a eu lieu à Francfort en octobre 1996 et Helaba s'y est installée trois ans plus tard. Affichant une hauteur de 200 mètres, ce gratte-ciel se place au quatrième rang des plus grands édifices d’Allemagne. Auparavant, la banque avait son siège dans la Garden Tower voisine.
Le second siège de la Landesbank est un complexe de bureaux constitué de plusieurs bâtiments des années 1990, situé dans le sud-ouest de la capitale de la Thuringe, Erfurt (Quartier de Brühl), sur le site des anciennes cultures horticoles de Ernst Benary.